# East Renfrewshire
East Renfrewshire (gälisch Siorrachd Rinn Friù an Ear) ist eine von 32 Council Areas in Schottland. Sie grenzt an North Ayrshire, East Ayrshire, Renfrewshire, South Lanarkshire und Glasgow. Von 1975 bis 1996 bildete East Renfrewshire (ohne Barrhead) unter dem Namen Eastwood einen District der Region Strathclyde.

## Orte
- Barrhead
- Busby
- Clarkston
- Eaglesham
- Giffnock
- Neilston
- Netherlee
- Newton Mearns
- Stamperland
- Thornliebank
- Uplawmoor

## Politik
Der Council von East Renfrewshire umfasst 18 Sitze, die sich wie folgt auf die Parteien verteilen:
| Partei                  | Sitze |
| ----------------------- | ----- |
| Scottish Conservatives  | 7     |
| Scottish National Party | 5     |
| Scottish Labour         | 4     |
| Unabhängig              | 2     |